# Anamã
Anamã es un municipio de Brasil, situado en el estado de Amazonas. Situado a 90 m s. n. m., su extensión es de 2004 km²; con una población estimada en 12.653 habitantes (en el 2016), su densidad es de 6,31 hab./km². Se encuentra a 129 km de la capital, Manaus. Se segrega en 1981, celebrando sus primeras elecciones municipales en 1982.
- Datos: Q974915
- Multimedia: Anamã / Q974915

1. ↑  Worldpostalcodes.org,código postal n.º 69445-000..